# میلاد کرمانی
میلاد کرمانی‌مقام (۱ شهریور ۱۳۷۱) یک بازیکن فوتبال اهل ایران است که در پست هافبک برای باشگاه فوتبال پارس جنوبی جم بازی می‌کند.
وی که سابقه بازی در تیم‌های نفت تهران، پیکان تهران و سایپا البرز را در کارنامه دارد، برای تیم ملی فوتبال جوانان و امید ایران نیز بازی کرده‌است.